# Burila Mică, Mehedinți
Burila Mică este un sat în comuna Gogoșu din județul Mehedinți, Oltenia, România.